# Mamoea unica
Mamoea unica là một loài nhện trong họ Amphinectidae. Loài này phân bố ở New Zealand.